# Fansiejewka
Fansiejewka, Fanasiejewka (ros. Фансеевка, Фанасеевка) – wieś (ros. деревня, trb. dieriewnia) w zachodniej Rosji, w sielsowiecie machnowskim rejonu sudżańskiego w obwodzie kurskim.

## Geografia
Miejscowość położona jest w pobliżu rzeki Psioł, 7,5 km od granicy z Ukrainą, 5,5 km od centrum administracyjnego sielsowietu machnowskiego (Machnowka), 8 km od centrum administracyjnego rejonu (Sudża), 88 km od Kurska.
W granicach miejscowości znajduje się ulica Lesnaja.

## Demografia
W 2010 r. miejscowość zamieszkiwało 5 osób.